# Rinteln
Rinteln är en stad i Weserbergland vid floden Weser i Landkreis Schaumburg i Niedersachsen i norra Tyskland.

## Historia
Staden tillhörde förr grevskapet Schaumburg och erhöll 1621 ett universitet, som 1809 upphävdes av westfaliska regeringen.
Efter schaumburgska ättens utslocknande tillföll Rinteln Hessen-Kassel. 1866 tillföll orten Preussen, där den tillhörde i preussiska regeringsområdet Kassel i provinsen Hessen-Nassau. Orten var skild från Hessen-Nassaus huvuddel, belägen som en enklav omgiven av Schaumburg-Lippe, Furstendömet Lippe och de preussiska provinserna Hannover och Westfalen.
När Preussen upplöstes 1947 tillföll Rinteln det nybildade förbundslandet Niedersachsen.
I närheten ligger det förfallna stamslottet Schaumburg.